# Tour de France Soundtracks
Tour de France Soundtracks es el décimo álbum de estudio de la banda alemana de música electrónica Kraftwerk. Editado en 2003, se reeditó en 2009 con el título de Tour de France.
Compuesto por doce canciones la que da título al álbum se estrenó en 1983 como banda sonora para la carrera ciclista homónima. Con el tiempo se ha convertido en una de las composiciones más populares de la trayectoria del grupo.

## Producción

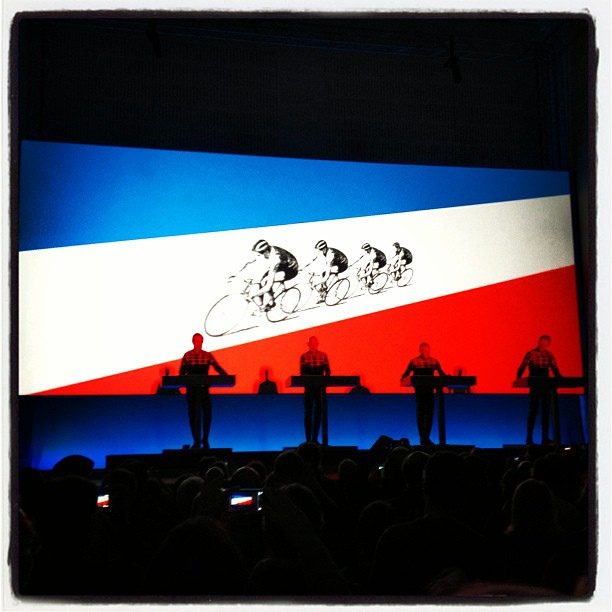
Segmento durante un concierto en Düsseldorf (2013)

Con una portada prácticamente idéntica a la publicada con el estreno de la canción «Tour de France»  de 1983, Tour de France Soundtracks se grabó con motivo del 100.º aniversario del Tour de Francia. Fue el primer álbum de Kraftwerk en 17 años desde la publicación de Electric Café en 1986.

"En realidad es un hobby para nosotros. Todos hacemos hiking (excursionismo) y solemos ir a Mallorca o los Pirineos, así que hemos hecho varias veces el recorrido del Tour, sobre todo en las etapas de los Alpes".
Ralf Hütter (Diario El País, 2003) 

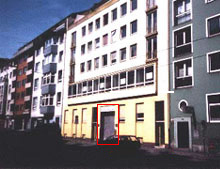
Kling Klang Studio, lugar de grabación del álbum

A diferencia de álbumes anteriores este trabajo no contó con diferentes ediciones (alemana e internacional) publicadas por separado sino que se estrenó una única versión. Grabado en Düsseldorf, en el estudio Kling Klang propiedad del grupo, en su elaboración participaron los miembros fundadores Ralf Hütter y Florian Schneider acompañados por Fritz Hilpert y Henning Schmitz (sucesores de Karl Bartos y Wolfgang Flür, quienes abandonaron Kraftwerk años atrás).

"La idea del disco acerca del Tour se quedó dormida, hasta que el año pasado se realizó una exposición en el Museo de la Música de París llamada Electric body. Llevamos un robot para abrir la exposición; un robot que bailaba ballet. Pasando una temporada en Francia recordamos el proyecto y nos dijimos: '¿Por qué no hacer el disco el año que viene para hacerlo coincidir con el centenario del Tour y, a la vez, con los 33 años de vida del grupo?."
Ralf Hütter (Diario El País, 2003) 

Con esta formación se presentó en directo, a través de una extensa gira mundial que se desarrolló en 2004. Durante la gira el grupo se presentaba con 4 ordenadores portátiles, por medio de los cuales operaban los secuenciadores, sintetizadores de software y samplers, estando estos instrumentos sincronizados con pantallas de vídeo gigantes.

"Nosotros venimos de la música clásica. No somos una banda de pop, y en muchos de nuestros discos, como Trans Europe Express o Autobahn, las canciones se siguen unas a otras en una continuación lógica. Lo mismo pasa en este disco. Es como una retransmisión de la carrera; cada corte hace referencia a una subida, un sprint, un llano... El ritmo tiene esa condición aerodinámica del ciclismo."
Ralf Hütter (Diario El País, 2003) 

## Lista de temas
| N.º | Título                   | Escritor(es)                                  | Duración |  |
| 1.  | «Prologue»               | Ralf Hütter, Florian Schneider, Fritz Hilpert | 0:31     |  |
| 2.  | «Tour de France Étape 1» | Hütter, Schneider, Hilpert, Henning Schmitt   | 4:27     |  |
| 3.  | «Tour de France Étape 2» | Hütter, Schneider, Hilpert, Schmitt           | 6:41     |  |
| 4.  | «Tour de France Étape 3» | Hütter, Schneider, Hilpert, Schmitt           | 3:56     |  |
| 5.  | «Chrono»                 | Hütter, Schneider, Hilpert, Schmitt           | 3:19     |  |
| 6.  | «Vitamin»                | Hütter, Hilpert                               | 8:09     |  |
| 7.  | «Aéro Dynamik»           | Hütter, Schneider, Hilpert, Schmitt           | 5:04     |  |
| 8.  | «Titanium»               | Hütter, Schneider, Hilpert, Schmitt           | 3:21     |  |
| 9.  | «Elektro Kardiogramm»    | Hütter, Hilpert                               | 5:16     |  |
| 10. | «La Forme»               | Hütter, Schmitt                               | 8:41     |  |
| 11. | «Régéneration»           | Hütter, Schmitt                               | 1:16     |  |
| 12. | «Tour de France»         | Hütter, Schneider, Schmitt, Karl Bartos       | 5:12     |  |

## Personal
- Ralf Hütter - voz, sintetizadores de software y secuenciadores
- Florian Schneider - voz adicional, sintetizadores de software y secuenciadores
- Fritz Hilpert - sintetizadores de software y percusión electrónica
- Henning Schmitz - sintetizadores de software y percusión electrónica